# Lucila Villar
Lucila Belén Villar (Berazategui, provincia de Buenos Aires, Argentina, 23 de mayo de 1994) conocida como Lucila La Tora Villar o simplemente La Tora, es una influencer, presentadora y personalidad de la televisión argentina. Alcanzó notoriedad pública tras su participación en Gran Hermano 2022 por Telefe, y desde entonces ha desarrollado una carrera en los medios digitales y la televisión.

## Biografía
Lucila Villar nació en Berazategui en el Gran Buenos Aires. Antes de ingresar a la televisión, trabajaba en una estética y estudiaba PNL. En su presentación para Gran Hermano Argentina, se describió como una persona con fuerte carácter y liderazgo, y reveló haber atravesado experiencias personales complejas que moldearon su personalidad.
Durante su participación en Gran Hermano 2022, Villar fue la primera mujer en ingresar a la casa. Inicialmente formó parte del grupo "Los Monitos" junto a otros participantes, y su estrategia de juego fue objeto de atención tanto dentro como fuera del programa. Tras ser eliminada, regresó a la casa mediante el repechaje, lo que permitió continuar en competencia durante varias semanas adicionales.
En el transcurso del reality, compartió públicamente que había sido víctima de abuso sexual a los nueve años por parte de un familiar, una revelación que generó un fuerte impacto mediático y concientización sobre el tema.

## Carrera en medios
Tras su paso por Gran Hermano Argentina, Villar se incorporó al equipo de streaming de Telefé. Fue conductora del programa Fuera de Joda, junto a otros exparticipantes del reality, y participó en All Access, donde se desempeñó como host digital junto a Diego Poggi de las galas de Gran Hermano Argentina, acompañando a Santiago Del Moro desde las redes sociales.
En 2024, fue nominada a los Premios Martin Fierro en la categoría Revelación por su labor como panelista en La Noche de los Ex, programa que analiza las instancias del reality conducido por Roberto Funes Ugarte. Aunque no obtuvo el galardón, la nominación fue reconocida como un hito en su carrera.

## Vida Personal
Villar ha hablado abiertamente sobre su historia de vida, incluyendo su experiencia como sobreviviente de abuso sexual y su lucha con pensamientos suicidas en su juventud. También ha mencionado haber enfrentado una adicción al sexo, temas que ha abordado con el objetivo de generar conciencia y ayudar a otros en situaciones similares.
En el ámbito sentimental, mantuvo una relación con Nacho Castañares, compañero en Gran Hermano 2022. También estuvo en pareja con el baterista del grupo Márama, Pablo Arnoletti, pero se separaron "por cosas que yo no podía darle por una cuestión de acuerdos que no se cumplieron” según expresó Villar.
Actualmente mantiene una relación con Maximiliano Alejandro Appap, conocido como Maxi Kilates, vocalista de la banda de cumbia 18 Kilates.

## Presencia en redes sociales
Villar mantiene una presencia activa en redes sociales, especialmente en Instagram y TikTok, donde le permitió establecerse dentro del ámbito digital.

## Filmografía

### Como ella misma
| Año           | Título                        | Rol          | Notas                       |
| ------------- | ----------------------------- | ------------ | --------------------------- |
| 2022–2023     | Gran Hermano                  | Participante | 18.ª eliminada5.ª eliminada |
| 2023          | Fuera de Joda                 | Coconductora | Streaming                   |
| 2023–2024     | Gran Hermano: La Noche los Ex | Panelista    | Telefe                      |
| 2023-2025     | All Access                    | Coconductora | Streaming                   |
| 2024-presente | Gran Hermano: GHxTora         | Conductora   | Streaming                   |
| 2025-presente | Algo va a Picar               | Coconductora | Streaming                   |

## Premios y Nominaciones
| Año  | Premios                            | Rol        | Canal  | Notas    |
| ---- | ---------------------------------- | ---------- | ------ | -------- |
| 2024 | premio Martin Fierro de televisión | Revelación | Telefe | Nominada |